# Club Sportiv Gaz Metan Mediaș 2018-2019
Questa voce raccoglie le informazioni riguardanti il Club Sportiv Gaz Metan Mediaș nelle competizioni ufficiali della stagione 2018-2019.

## Rosa
| N. |                       | Ruolo | Calciatore      |
| -- | --------------------- | ----- | --------------- |
| 2  | Romania (bandiera)    | D     | Bogdan Jica     |
| 3  | Portogallo (bandiera) | D     | André Micael    |
| 4  | Bulgaria (bandiera)   | C     | Antoni Ivanov   |
| 5  | Francia (bandiera)    | D     | Bradley Diallo  |
| 6  | Portogallo (bandiera) | C     | Luís Aurélio    |
| 7  | Portogallo (bandiera) | C     | David Caiado    |
| 8  | Portogallo (bandiera) | C     | Pedro Mendes    |
| 10 | Romania (bandiera)    | C     | Darius Olaru    |
| 11 | Capo Verde (bandiera) | C     | Ely             |
| 12 | Romania (bandiera)    | P     | Răzvan Pleșca   |
| 17 | Guinea (bandiera)     | C     | Boubacar Fofana |
| 18 | Romania (bandiera)    | C     | Raul Hăjmășan   |
| 19 | Romania (bandiera)    | C     | Răzvan Trif     |
| 20 | Romania (bandiera)    | D     | Valentin Crețu  |

| N. |                               | Ruolo | Calciatore                   |
| -- | ----------------------------- | ----- | ---------------------------- |
| 21 | Romania (bandiera)            | D     | Daniel Pop                   |
| 22 | Romania (bandiera)            | C     | Paul Costea                  |
| 23 | Romania (bandiera)            | D     | Marius Constantin (capitano) |
| 24 | Romania (bandiera)            | D     | Sorin Bușu                   |
| 25 | Romania (bandiera)            | D     | Ionuț Larie                  |
| 26 | Macedonia del Nord (bandiera) | D     | Mite Cikarski                |
| 27 | Romania (bandiera)            | C     | Sebastian Mailat             |
| 29 | Romania (bandiera)            | D     | Marian Pleașcă               |
| 30 | Romania (bandiera)            | P     | Andrei Cristea-David         |
| 33 | Portogallo (bandiera)         | P     | Ricardo Batista              |
| 70 | Comore (bandiera)             | C     | Nasser Chamed                |
| 80 | Italia (bandiera)             | D     | Roberto Romeo                |
| 88 | Portogallo (bandiera)         | A     | Yazalde                      |
| 99 | Venezuela (bandiera)          | A     | Mario Rondón                 |